# Tarik Asadi
Tarik Asadi (* 1. Juni 2000) ist ein deutscher DJ und Musikproduzent. Er tritt regelmäßig auf Festivals und in Clubs europaweit auf, darunter Electric Love, New Horizons und im Prater Dome.

## Werdegang
Asadi erlernte im Kindesalter, inspiriert von AC/DC und seinem Gründungsmitglied Angus Young, das Gitarrespielen. In 2014 besuchte er erstmals ein lokales EDM-Festival und widmete sich fortan dem Auflegen. 2017 hatte er seinen ersten Auftritt, nachdem er einen DJ-Contest gewann. 2019 folgten Auftritte auf den internationalen Festivals Electric Love und New Horizons. Seine erste Veröffentlichung mit über eine Million Aufrufen auf Spotify erfolgte 2020 unter dem Label Trap Town Records. Während der Covid-Pandemie spielte Asadi in österreichischen Clubs und Bars. Auch stand er 2021 beim Electric Love auf dem Line-Up und spielte letztlich 2022 erneut auf dem Festival. Ebenso legte er in diesem Jahr auf den Festivals Crazy Castle und SIO sowie in den renommierten Clubs Neuraum, Prater Dome, Papaya und Noa auf. Seine vierte Single The Night Is Young erschien in Zusammenarbeit mit LUM!X bei Warner Music. Das Lied wurde von zahlreichen DJs gespielt, darunter Nicky Romero, Blasterjaxx, Timmy Trumpet und Yves V. 2023 spielte Tarik Asadi beim Luxembourg Open Air und steht beim World Club Dome auf dem Line-Up.
Die Produktionen reichen musikalisch von Deep House über Trap und Dance-Pop zu Future Rave. Seine DJ-Sets kombiniert er aufgrund seiner musikalischen Anfänge als Gitarrist mit live aufgeführten Gitarreneinlagen.
Asadi lebt seit 2020 in Berlin.

## Diskografie
- 2020: Won't Let You Go
- 2020: Coming Up
- 2021: Hear Me
- 2022: The Night Is Young (mit LUM!X & Will Matta) [Spinnin' ]